# متن نگار
متن نگار یک اپلیکیشن در سبک طراحی و گرافیک می‌باشد. این اپلیکیشن در یازدهمین و سیزدهمین دوره‌ی جشنواره وب و موبایل ایران بعنوان برترین اپلیکیشن ابزارها و کاربردی در سال ۹۷ و برترین اپلیکیشن حوزه ادب و هنر و فرهنگ و فلسفه در ۹۹ به انتخاب مردم، برگزیده شده است.

## معرفی اپلیکیشن
کارایی اصلی اپلیکیش متن نگار طراحی و ساخت عکس‌نوشته و بنرهای گرافیکی است. امکانات متنوعی نیز جهت ذخیره پروژه بصورت لایه باز، انتقال پروژه به دستگاه‌های دیگر در این اپلیکیشن وجود دارد. بخش‌های اصلی متن نگار را می‌توان بصورت زیر دسته‌بندی کرد:
۱. طراحی شامل بخش متن، پس‌زمینه و برپسب
۲. جامدادی
۳. حساب کاربری
۴. چالش

### بخش طراحی
بخش طراحی به سه بخش متن، پس‌زمینه و برچسب تقسیم شده است.
در بخش متن امکاناتی جهت افزودن و ویرایش و طراحی متن وجود دارد. از امکانات افزودن و ویرایش متن، قلم، تغییر رنگ، طیف رنگ، بافت، حاشیه، سایه، پاک کن، سایه زنی می‌توان به عنوان مهم‌ترین ابزارهای طراحی متن در این قسمت اشاره کرد.
در بخش پس‌زمینه نیز امکان تنظیم پس‌زمینه از طریق نگارخانه(گالری آنلاین متن نگار)، گالری شخصی و تصاویر جامدادی وجود دارد. همچنین امکان تنظیم رنگ بعنوان پس‌زمینه وجود دارد.
در بخش برچسب امکان افزودن تصویر به طرح وجود دارد و اکثر امکانات بخش متن برای برچسب‌ها نیز وجود دارد.

### جامدادی
جامدادی در اصل ویترین یا فروشگاه جامدادی است که کاربران می‌توانند محصولات مورد نیاز خود را از این بخش دانلود کنند. دسترسی به جامدادی نیازمند ساخت حساب متن نگار است و دانلود محصولات نیازمند اشتراک طلایی است.

### حساب کاربری
استفاده از امکانات طراحی در متن نگار لزومی به ساخت حساب کاربری ندارد. برای تهیه اشتراک طلایی جهت حذف تبلیغات درون اپلیکیشن و دسترسی به محصولات جامدادی ساخت حساب کاربری الزامی است. ساخت حساب کاربری با ایمیل یا شماره همراه صورت می‌گیرد.

### چالش
در این برنامه به مناسبت‌های مختلف چالش‌های متنوعی ایجاد می‌شود که با حضور کاربران و ارسال تصاویر مرتبط با موضوع چالش برگزار می‌شود. در ضمن به گفته سازندگان برنامه به برترین طرح‌ها هم جوایز ویژه‌ای تعلق خواهد گرفت.

## افتخارات
- برترین اپلیکیشن ابزارها و کاربردی به انتخاب مردم[۳]
- برترین اپلیکیشن ادب و هنر و فرهنگ و فلسفه به انتخاب مردم[۴]